# Erepsia dunensis
Erepsia dunensis es una especie de planta suculenta perteneciente a la familia de las aizoáceas. Es originaria de Sudáfrica.

## Descripción
Es una pequeña planta suculenta perennifolia que alcanza un tamaño de 6 cm de altura,  se encuentra a una altitud de 20 - 380 metros en Sudáfrica.

## Taxonomía
Erepsia dunensis fue descrito por  (Sond.) Klak y publicado en Bothalia 30(1): 38. 2000.
Sinonimia
- Mesembryanthemum dunense Sond. basónimo
- Lampranthus dunensis (Sond.) L.Bolus
- Mesembryanthemum macrocalyx Kensit (1909)[2][3]